# Wapen van Nieuwveen

Het wapen van Nieuwveen.

Het wapen van Nieuwveen is het gemeentelijk wapen van de voormalige Nederlandse gemeente Nieuwveen, Zuid-Holland. De gemeente Nieuwveen is uiteindelijk in 1991 opgegaan in de gemeente Liemeer en welke op zijn beurt in 2007 in de gemeente Nieuwkoop opging.
Het wapen bleef tussen 1816 en 1991 officieel in gebruik als het wapen van de gemeente Nieuwveen. Na de fusie met Zevenhoven werd het wapen in zijn geheel opgenomen in het wapen de nieuw gevormde gemeente Liemeer. Sinds 2007 is het wapen opgenomen in het wapen van Nieuwkoop, waar de gemeente Liemeer in is opgegaan.

## Geschiedenis
De achtpuntige ster is afgeleid van het wapen van Kralingen, om meer precies te zijn, van het wapen van het geslacht Van Kralingen. Om aan te geven dat dit wapen behoorde bij een jongere tak van de familie werd in het schildhoofd een barensteel geplaatst.  Deze barensteel is geëvolueerd tot de verkorte gouden dwarsbalk met daaraan drie gouden klokken. Het originele wapen, met barensteel in plaats van de klokjes, werd gevoerd door Daniël van Cralingen, in 1410 werd hij heer van Uiterbuurt, onderdeel van Nieuwveen.
Het wapen heeft tussen  24 juli 1816 en 1 januari 1991 dienstgedaan als wapen van de gemeente Nieuwveen. In 1991 fuseerde de gemeente met Zevenhoven tot de gemeente Nieuwveen, in 1994 werd de naam gewijzigd in Liemeer. De nieuwe gemeente Nieuwveen en de gemeente Liemeer voerden een combinatiewapen van het oude wapen van Nieuwveen en het wapen van Zevenhoven. Deze gemeente ging op 1 januari 2001 op in de nieuwe gemeente Nieuwkoop, op het wapen van Nieuwkoop komt het gehele wapen van, Liemeer terug. Het wapen van Nieuwkoop is echter wel in zijn geheel rood met goud. Er is voor gekozen om de ster en de bellen samen terug te laten komen omdat deze altijd samen zijn afgebeeld.

## Blazoen
De blazoenering van het wapen ging als volgt:
Van keel, beladen van boven met een dwarsbalk, waaraan zijn hangende 3 bellen, alles van goud, van onderen van een achtpuntige ster van zilver.
Het wapen was rood van kleur met bovenin een afgekorte goudkleurige dwarsbalk met daaraan drie gouden hangende bellen. Onder de bellen stond een zilveren achtpuntige ster. Het blazoen vermeldt niet het gebruik van een gouden gravenkroon.

## Verwante wapens
De volgende wapens zijn verwant aan het wapen, met name door middel van fusies.

Het wapen van Nieuwkoop
Het wapen van Liemeer
Het wapen van Zevenhoven
Het wapen van Kralingen, hier stamde het wapen van Nieuwveen van af.